# Station Raszowa
Station Raszowa is een spoorwegstation in de Poolse plaats Raszowa.